# Szojuz–4
A Szojuz–4 (oroszul: Союз–4) a szovjet Szojuz 7K–OK típusú űrhajó repülése volt 1969-ben.

## Küldetés
Fő feladat a két űrhajó önálló manőverezése, megközelítése és összekapcsolása. A Szojuz–4/Szojuz–5 dokkolásával kialakítani az első emberes kísérleti űrállomást. Űrsétával összekapcsolt személyzetcsere, szétválás, majd visszatérés a Földre.

## Jellemzői
1969. január 14-én indították a Bajkonuri űrrepülőtér 1. indítóállásából egy Szojuz hordozórakétával alacsony Föld körüli pályára. Az űrhajó keringési ideje 88,8 perc, az elliptikus pálya inklinációja 57,7° fok volt. A pálya perigeuma 213 km, apogeuma 224 km volt.  Összesen 2 napot, 23 órát, 20 percet töltött a világűrben.
Január 16-án a Szojuz–4 manőverei lehetővé tették, hogy a két űrhajó egymással dokkolhasson. 100 méter távolságból Satalov kézi irányításra tért át. A közeledés menetét külső tévékamerákkal a Földre is közvetítették. A Szojuz–4 űrhajót aktív összekapcsoló rendszerrel (EVA) látták el, ami lehetővé tette, hogy mechanikusan és elektronikusan kapcsolódjanak az egységek. A dokkolást követően létrejött a világ első emberes kísérleti űrállomása: 13 tonna tömeg, 18 köbméter térfogatú 4 helyiség, 4 főnyi legénység. A kísérleti űrállomás 4 óra 33 percen keresztül létezett. A Szojuz–5-ből űrséta során két űrhajós, Volinov és Jeliszejev a 35. fordulatban az űrhajókon kívül megkezdte – autonóm szkafanderben – az első űrátszállást a Szojuz–4 űrhajóba. A két űrhajó között a kialakított dokkoló rendszer nem tette lehetővé a közvetlen átszállást. A felkészülés és a vezetőkorlátok segítségével történő átszállás 1 órát vett igénybe – a két űrhajós 37 percet tartózkodott a világűrben –, amit televízión keresztül a Földön is láthatóvá tettek. A Szojuz űrhajókból álló Koszmosz–186/Koszmosz–188 volt az első, ember nélküli kísérleti űrállomás. Szétkapcsolódás után a két űrhajó önálló megfigyelési és kutató munkát folytatott.
A küldetés igazolta, hogy a manőverek, az összekacsolódás – a Luna-programban végrehajtott leszállás, visszaindulás – biztosította volna a szovjet űrhajós eredményes szolgálatát. A tervek szerint egy űrhajós repült volna a Holdra. A leszállást követő kutatómunka után, felszállva a Hold körül keringő másik űrhajóval dokkol, majd visszaindul a Földre.
Január 17-én a 49. keringés alatt bekapcsolt a fékezőrendszer és automatikusan megkezdődött a leszállási manőver. Belépett a légkörbe, a leszállás hagyományos módon – ejtőernyős leereszkedéssel – történt, Karaganditól 40 kilométerre északnyugatra értek Földet.

## Személyzet
Induláskor
- Vlagyimir Satalov űrhajós parancsnok, pilóta

Tartalék személyzet
- Georgij Sztyepanovics Sonyin tartalék űrhajós parancsnok, pilóta

Visszatéréskor
- Vlagyimir Satalov parancsnok
- Borisz Volinov parancsnok,
- Alekszej Jeliszejev kutatóűrhajós

## Elismerés
Az eseményről a Magyar Posta 3 forintos bélyeget adott ki.

## Vörös tér
Sikeres szolgálatukból visszatérő űrhajósok a Kreml előtti díszemelvényen várakoztak Leonyid Iljics Brezsnyev pártfőtitkárra, amikor az érkező állami vezető autójára nyolcszor rálőttek. Az autó konvojban utazott Georgij Tyimofejevics Beregovoj, Alekszej Arhipovics Leonov, Andrijan Grigorjevics Nyikolajev és Valentyina Vlagyimirovna Tyereskova. Brezsnyevet a testőrség azonnal kimenekítette a veszélyes zónából. Az ünnepségre kissé később, zárt körülmények között került sor.

## Külső hivatkozások
- Szojuz–4. lib.cas.cz. [2013. október 13-i dátummal az eredetiből archiválva]. (Hozzáférés: 2013. február 23.)
- Szojuz–4. astronautix.com. (Hozzáférés: 2013. február 23.)
- Szojuz–4. kursknet.ru. [2011. december 23-i dátummal az eredetiből archiválva]. (Hozzáférés: 2013. február 23.)
- Szojuz–4. energia.ru. [2020. október 1-i dátummal az eredetiből archiválva]. (Hozzáférés: 2013. február 23.)